# 1 E17 s
Cet article liste des exemples de temps de l'ordre de 1017 s, soit 100 millions de milliards de secondes, afin de comparer différents ordres de grandeur.

## Exemples
| Durée ( × 1017) s | Unités usuelles               | Événement                                                                                               |
| ----------------- | ----------------------------- | --- |
| 0,6154            | 1,95 milliard d'années        | Âge des réacteurs naturels d'Oklo (date du démarrage des réactions pour ~500 000 ans de fonctionnement) |
| 0,76              | 2,4 milliards d'années        | Durée depuis la première glaciation globale connue                                                      |
| 1,00              | 100 pétasecondes              | 3,16881 milliards d'années                                                                              |
| 1,10              | 3,5 milliards d'années        | Âge de la plus ancienne forme de vie (bactérie)                                                         |
| 1,17 à 1,23       | 3,7 à 3,9 milliards d'années  | Âge de la Mare Imbrium                                                                                  |
| 1,41025           | 4,4688 milliards d'années     | Demi-vie de l'uranium 238                                                                               |
| 1,43              | 4,54 milliards d'années       | Âge de la Terre                                                                                         |
| 1,44              | 4,567 milliards d'années      | Âge du Système solaire                                                                                  |
| 3,16              | 10 milliards d'années         | Durée de vie estimée pour des étoiles comme le Soleil                                                   |
| 4,33              | 13,7 ± 0,2 milliards d'années | Estimation de l'âge de l'Univers en s'appuyant sur la théorie du Big Bang                               |

Une année est une année julienne = 365,25 × 24 × 3600 = 31 557 600 s (exactement)